# میدل‌تاون (میزوری)
میدل‌تاون (به انگلیسی: Middletown) یک شهر در ایالات متحده آمریکا است که در شهرستان مونتگومری، میزوری واقع شده‌است. میدل‌تاون ۰٫۸۳ کیلومتر مربع مساحت و ۱۶۷ نفر جمعیت دارد و ۲۰۸ متر بالاتر از سطح دریا واقع شده‌است.